# Janot Riembau
Janot Riembau fou un famós bandoler del Berguedà del segle xvi, batlle natural de la Pobla de Lillet. És un cas típic de personatge que va passar de cap d'una bandositat familiar a cap de quadrilla bandolera. La família Riembau era una nissaga de la mitjana noblesa molt afectada per la crisi de la Baixa Edat Mitjana. En Janot comença a participar en el bandolerisme a la dècada de 1550, durant el virregnat de Garcia de Toledo, època en què el bandolerisme català es va expandir molt. El 1566 fou donat per mort, després d'haver desaparegut, i li foren confiscades les seves pertinences.
Janot hereta el 1523 al seu pare, i gràcies als bons afers de la molt il·lustre dona Guiomar Manriqua, vídua de Felip Galceran de Castre i de Pinós, baró de Baga; i de don Francesc de Pinós, senyor de la baronia de Peguera, contragué matrimoni amb Jerònima Arderiu, filla i hereva de mossèn Joan Arderiu, cavaller, i persona de molt bona posició econòmica. Jaume, el germà d'en Janot, intervingué en l'arranjament del matrimoni.
Janot era batlle natural de la Pobla de Lillet pel baró de Pinós. En la seva joventut va viure immers en les bregues entre les bandositats que assolaven la comarca. Per una banda al costat deis senyors de Pinós en la lluita que mantingueren durant anys amb la vila de Berga per la possessió de Guardiola; i per una altra, encara més propera, per les aferrissades i llargues bregues que la família Riembau va mantenir amb la famosa família Cadell d'Arsèguel.
L'entrada de Janot Riembau al món del bandolerisme coincideix amb el Virregnat de Garcia de Toledo (1558-1564). Malgrat els èxits inicials i la duresa en la lluita contra el bandolerisme, aquest es va disparar a partir de 1561, i el Berguedà fou una de les zones més afectades. L'agost de 1562 el virrei ordena la persecució de la quadrilla de Janot Riembau. No obstant això, l'any següent encara consta com a batlle de la Pobla de Lillet i hi manté un procurador.
En iniciar-se el virregnat de Diego Hurtado de Mendoza el 1564, les principals quadrilles de bandolers que actuaven eren les de Bartomeu Camps, conegut com l'Empordanès, la d'Antic Esglésies, la de Miquel Cruells, la de Janot Riembau, la de Jaume de Frontanyà, la de Joan Escudé i la d'Antoni Llanes. A més, la Pobla de Lillet, com que n'és batlle Riembau, és refugi i base d'operacions de la seva quadrilla, i a més dona acolliment a altres. Poc després de prendre possessió del càrrec, el virrei dicta una sèrie de mesures molt dures per acabar amb el bandolerisme, com el segrest de la baronia de Pinós, de la qual depèn la Pobla, l'enderrocament de castells, i posa preu al cap de Janot Riembau: 100 lliures barcelonines. La persecució va durar molts mesos i en cap moment aconseguiren capturar-lo, mentre ell feia atacs sobtats en llocs dispersos, com la comarca d'Osona, el Ripollès, les comarques de marina, fins i tot Tortosa i també sembla que es refugiava a França. Al mes de juny de 1566 són presos tres bandolers de la seva quadrilla, i a partir d'aquell moment Riembau desapareix i no se'n sap res més. Fou donat per mort i els seus béns confiscats, però els mateixos oficials del rei no estaven segurs del seu final.